# Insula Tortuga
Insula La Tortuga este o insulă nelocuită, aparținând Venezuelei.
Insula are aproximativ 156 km² și face parte dintr-un lanț de mai multe insule.
Ocazional din anii 1550 insula era populată cu olandezi, care veneau să exploateze sare. Pentru apărare olandezii au construit un fort, dar au fost permanent îndepărtați de spanioli prin 1631, când din ordinul guvernatorului spaniol facilitățile au fost distruse.